# توم باري جونز
كان توماس «توم» باري جونز، حائز على وسام الإمبراطورية البريطانية من رتبة ضابط (27 مارس 1935 - 11 يناير 2013)، عالمًا ومخترعًا ورائد أعمال من ويلز، وكان مسؤولًا عن تطوير وتسويق أول مقياس كحول بالدم محمول باليد، وحصل على جائزة الملكة للإنجاز التكنولوجي في عام 1980 عن ذلك العمل. ولد وترعرع في أنغلزي، والتحق بجامعة بانغور واستمر في الدراسة للحصول على الدكتوراه في جامعة ألبرتا بكندا. قبل عمله على مقياس الكحول بالدم في مختبرات ليون، كان محاضرًا في الكلية العسكرية الملكية للعلوم ومعهد العلوم والتكنولوجيا بجامعة ويلز. أسس صندوق هبات الدكتور توم باري جونز في جامعة بانغور في عام 2002. بعد بيع مختبرات ليون في عام 2005، أسس بي بي إم تكنولوجي وويلش دراغون أفييشن. أنشئ صندوق استئماني باسمه وباسم زوجته. يشجع صندوق توم أند راج جون ترست عمل رائدي الأعمال الشباب.

## النشأة والتعليم والمهنة المبكرة
ولد باري جونز في 27 مارس 1935 في كارغليفن، بالقرب من أملك، بجزيرة أنغلزي، شمال ويلز، وكان الابن لمزارع. كان متحدثًا باللغة الأم الويلزية، والذي استخدمها كلغة أولى. حضر باري جونز المدرسة الابتدائية في كارغليفن ومدرسة يسغول سير توماس جونز الشاملة في أملك. درس الكيمياء في جامعة بانغور، وتخرج في عام 1958، ثم حصل على درجة الدكتوراه في جامعة ألبرتا بكندا.
بعد حصوله على الدكتوراه، عين باري جونز محاضرًا في الكلية العسكرية العسكرية للعلوم في شريفينهام، أكسفوردشير. في عام 1964، انتقل إلى ومعهد العلوم والتكنولوجيا بجامعة ويلز (يو دبليو آي إس تي) في كارديف.

## مختبرات ليون
في عام 1967، أسس باري جونز مختبرات ليون في كارديف، مع زميله والمدير الإداري وليام «بيل» دوسي، الذي كان مهندسًا كهربائيًا. قدم قانون السلامة على الطرق لعام 1967 أول حد أقصى لمستوى الكحول الدم واجب الإنفاذ قانونًا للسائقين في المملكة المتحدة، والذي إن تُجُووِزَ يصبح جريمة أن يكون الشخص المختبر مسؤولًا عن سيارة، وقدم جهاز كشف مستوى الكحول للسائق على جانب الطريق، الذي توفر لقوات الشرطة في جميع أنحاء البلاد.
في عام 1969، كانت نسخة مختبرات ليون من مقياس الكحول، والذي عُرِف باسم الألكولايزر، تضم أنابيبًا مليئة بالبلور يتغير لونها (من الأصفر إلى الأخضر) فوق مستوى معين من الكحول في النفس. استمر باري جونز في العمل في الجامعة في هذا الوقت، حتى عام 1975، ذلك عندما طلب إجازة لمدة عامين من أجل استكشاف الإمكانيات التجارية للجهاز. خلال عام 1976، أبلغ الجامعة أنه لن يعود. فازت معامل ليون بجائزة الملكة للإنجاز التكنولوجي في عام 1980 لتطوير أول جهاز إلكتروني محمول يدويًا لقياس مستوى الكحول (ألكولميتر)، وسوِّق هذا الجهاز لاحقًا في جميع أنحاء العالم. حلل الجهاز الكحول في النفس بواسطة مستشعر كهروكيميائي [خلية وقود] بدلًا من بلورات كيميائية، مما وفر اختبار فحص جانبي أكثر موثوقية لتأثير الكحول. تُستكمل نتيجة اختبار إيجابية بعد ذلك بأخذ عينات من الدم أو البول لتحليلها في مختبر طب شرعي.
في عام 1983، قُبِل تحليل كحول النفس للأغراض الإثباتية، وكان ليون إنتوكسميتر 3000 أول أداة معتمدة من قبل وزارة الداخلية البريطانية لاختبار السائقين المخمورين. في الآونة الأخيرة، بُدأ في استخدام محلل كحول النفس ليون إنتوكسلايزر 6000 الأكثر تعقيدًا من قبل شرطة المملكة المتحدة للأغراض الإثباتية. في عام 1991، بيعت مختبرات ليون للشركة الأمريكية إم بي دي، إنك. قال باري جونز في وقت لاحق، «لقد وجدت أن اختراع الجهاز هو الجزء السهل. لكن إنتاجه، وتطويره، وبيعه كان هو التحدي».

## نشاطات أخرى
أسس باري جونز لاحقًا بي بي إم تكنولوجي، وهي شركة تصنع أدوات لرصد الغازات السامة. من خلال بي بي إم، دعم طلاب الكيمياء في جامعة بانغور. أسس أيضًا شركة ويلش دراغون أفييشن لتأجير الطائرات الصغيرة، حيث قام برحلات عودة مستأجرة للركاب من مطار مونا إلى كارديف في سيسنا 340. لأكثر من عقدين، كان باري جونز أمينًا لمخطط التعليم الهندسي لويلز، حيث تُمنح جائزة طالب العام سنويًا من قبل المنظمة. في عام 2005، سُمي زميلًا في جامعة بانغور.

### صندوق الهبات
في نحو عام 2002، أسس صندوق هبات الدكتور توم باري جونز في جامعة بانغور، لتشجيع الشباب على تطوير مسارهم الوظيفي وريادة الأعمال في مجال العلوم والتكنولوجيا. يدعم الصندوق مهرجان بانغور السنوي للعلوم. كان أيضًا رئيسًا لمركز ويلز للشؤون الدولية، وأمينًا لمخطط التعليم الهندسي لويلز.

## الحياة الشخصية
مع زوجته السابقة جان، كان لديه ابن يُدعى غاريث، وابنتان، ديان وسارة. حاز على وسام الإمبراطورية البريطانية من رتبة ضابط (أو بي إي) في عام 1986. أُدخِل في الغورسد في عام 1997.

### الوفاة
في 11 يناير 2013، توفي باري جونز في مستشفى لانديدنو العام، عن عمر يناهر 77 عامًا، بعد مرض قصير. بعد وفاته، أصدرت جامعة بانغور بيانًا كتب عليه «سمعة الدكتور توم باري جونز العالمية وحماسه الصادق تجاه تطوير اقتصاد ويلز المستقبلي من خلال ضمان أن الشباب مدعوم بشكل جيد في تطوير معارفهم العلمية ومهارات تنظيم المشاريع - جعلته خريجًا عزيزًا في جامعة بانغور». أقيم حفل تأبين في كابل ماوار، لانغريستيولس، وتُبِع بعد ذلك بيوم حرق جثته في محرقة بانغور، وقد ترك وراءه زوجته وأطفاله وأمه.
كشفت زوجته راج عن لوحة تكريم لباري جونز في مركز شرطة لانغيفني في نوفمبر 2013. أنشئ صندوق توم أند راج جون ترست لتشجيع رواد الأعمال الشباب. ألقيت محاضرة توم باري جونز التذكارية الافتتاحية في عام 2014 في جامعة بانغور من قبل وزير ويلز الأول، كاروين جونز. كانت بعنوان «إرث مذهل لمخترع، ورائد أعمال، وإنساني»، وقال جونز «يسعدني جدًا أن أكون جزءًا من المحاضرة الافتتاحية لتوم باري جونز التذكارية، وفي القيام بذلك مواصلة لتكريم قدوة مرموقة كهذا للباحثين ورواد الأعمال والمحسنين عبر ويلز وخارجها». بالتزامن مع تلك المحاضرة، أصدرت شركة جونز أو غيمرو كريسب مقرمشات بالفلفل الحلو مكرسة لإنجازات باري جونز، والتي جمعت الأموال من أجل الصندوق الاستئماني.